# Isle of Ely
Isle of Ely är ett område i Cambridgeshire i sydöstra England, som tidvis har betraktats som ett eget grevskap.
Isle of Ely, som omfattar en del av The Fens, hade 1933 en yta av 963 kvadratkilometer.
Hereward the Wake, som ledde motståndet mot den normandiska invasionen av England och samlade oppositionen mot Vilhelm Erövraren, hade sin bas i Isle of Ely,